# 羽ノ浦町春日野
羽ノ浦町春日野（はのうらちょうかすがの）は、徳島県阿南市の大字。2015年10月1日現在の人口は2,540人、世帯数は1,099世帯。郵便番号は〒779-1103。

## 地理
阿南市の北部に位置。北は羽ノ浦町宮倉、西から南は羽ノ浦町西春日野に接する。地内東端をJR牟岐線が走る。
地内には徳島県営の春日野団地や市営住宅が存在する。

## 歴史
1967年（昭和42年）春日野団地用地の買収を開始する。
1970年（昭和45年）県営春日野団地の起工式が行われる。
1974年（昭和49年）春日野グラウンドが完成する。
2006年（平成18年）3月20日に那賀郡羽ノ浦町が阿南市と合併し、阿南市羽ノ浦町春日野になる。

## 施設
- 阿南市春日野体育館
- 春日野団地

## 交通

### 路線バス
徳島バス
- 春日野団地
- 春日野中
- 春日野南